# Condado de Otoe
El condado de Otoe (en inglés: Otoe County), fundado en 1854 y con su nombre en honor a la tribu de los Otoe, es un condado del estado estadounidense de Nebraska. En el año 2000 tenía una población de 15.396 habitantes con una densidad de población de 10 personas por km². La sede del condado es Nebraska City.

## Geografía
Según la oficina del censo el condado tiene una superficie total de 1603 km² (618,9 mi²), de los que 1595 km² (615,8 mi²) son tierra y 8 km² (3,1 mi²) (0,55%) son agua.

## Historia
El Condado de Otoe fue formado en 1854.

## Condados adyacentes
- Condado de Cass - norte
- Condado de Fremont - este
- Condado de Atchison - sureste
- Condado de Nemaha - sur
- Condado de Johnson - sur
- Condado de Gage - suroeste
- Condado de Jewell - oeste

## Demografía
Según el 2000 la renta per cápita media de los habitantes del condado era de 37.302 dólares y el ingreso medio de una familia era de 45.295 dólares. En el año 2000 los hombres tenían unos ingresos anuales 30.682 dólares frente a los 21.520 dólares que percibían las mujeres. El ingreso por habitante era de 17.752 dólares y alrededor de un 8.10% de la población estaba bajo el umbral de pobreza nacional.

## Ciudades y pueblos
- Burr
- Douglas
- Dunbar
- Lorton
- Nebraska City
- Otoe
- Palmyra
- Syracuse
- Talmage
- Unadilla